# Вулкан Вениаминова
Вулка́н Вениами́нова — активный стратовулкан в центральной части полуострова Аляска. Вершина вулкана является самой высокой точкой полуострова и одной из самых высоких в Алеутском хребте. Высота вершины — 2507 м. Кальдера вулкана почти полностью покрыта ледником.
Назван в честь священника Иоанна Вениаминова, будущего митрополита Московского Иннокентия (1797—1879), чьи исследования по алеутскому языку и этнологии до сих пор не утеряли актуальности. Название вулкану было присвоено К. И. Гревингком.
Последнее сильное извержение вулкана произошло в 1750 году (6 баллов по шкале извержений). В последующие годы вулкан сохранял низкую активность (около десяти небольших извержений с 1930 года). Сейсмическая активность и спутниковые снимки показали, что вулкан начал испускать потоки лавы низкого уровня 14 августа 2013 года.
С 1980 года вулкан Вениаминова включён в Национальный заповедник полуострова Аляска.